# Maniobra orbital
En el vol espacial, una maniobra orbital és l'ús de sistemes de propulsió per canviar l'òrbita d'una nau espacial. Quan una maniobra es du a terme lluny de la Terra (per exemple, en el cas d'òrbites al voltant del Sol), s'anomena maniobra d'espai profund (en anglès, DSM: deep space maneuver).
El canvi de velocitat que s'aplica en una maniobra orbital s'anomena delta-v.
Durant la resta del vol espacial, sobretot en maniobres de transferència orbital, la nau es troba en fase sense propulsió, o coasting.

## Maniobres impulsives i no-impulsives
En el disseny de missions espacials, les maniobres es classifiquen en dues menes: maniobres impulsives i maniobres no-impulsives (o d'impuls continu).
Una maniobra impulsiva consisteix en un canvi instantani de la velocitat de la nau espacial (en magnitud i/o direcció). És el cas límit d'una maniobra en què la durada de la propulsió contínua realitzada tendeix a zero. En el món físic real, no és possible assolir un canvi de velocitat totalment instantani, però s'utilitza com a model matemàtic en el disseny preliminar de missions espacials perquè descriu l'efecte d'una maniobra real amb prou precisió. En l'execució de la maniobra, aquesta tindrà una durada no instantània.
En una maniobra no-impulsiva, la quantitat de moviment de la nau canvia lentament al llarg d'un període relativament llarg. Aquest tipus de propulsió contínua és de baix empenyiment i sol realitzar-se mitjançant propulsió elèctrica. En maniobres d'impuls continu, s'utilitzen motors amb impuls específic de l'ordre de 4.000-8.000 s.

## Exemples de maniobres orbitals

Transferència de Hohmann (en groc) entre dues òrbites circulars (de l'òrbita verda a la vermella) mitjançant dues maniobres instantànies i tangencials, Δv i Δv', representades amb fletxes negres.

En el cas més senzill, una canvi entre dues òrbites coplanars que es creuen consisteix en realitzar una maniobra impulsiva en el punt d'intersecció. En maniobres orbitals en el mateix pla, el delta-v necessari serà menor en els punts en què la diferència entre les velocitats d'ambdues òrbites sigui menor.
Quan les dues òrbites no es creuen, el conjunt de maniobres necessàries sol anomenar-se transferència orbital. La transferència de Hohmann i la transferència biel·líptica són transferències orbitals coplanars de dos i tres maniobres impulsives, respectivament. En ambdues transferències, les maniobres es realitzen en direcció tangencial a la velocitat i en els àpsides de l'òrbita de transferència per a reduir el delta-v total.
Una maniobra realitzada en direcció no tangencial comportarà un canvi d'inclinació i/o de node ascendent del pla orbital.
Per inserir satèl·lits en òrbita geoestacionària es realitzen les següents maniobres: incrementar la mida de l'òrbita mitjançant una transferència de Hohmann, reduir la inclinació per assolir un pla orbital paral·lel al pla equatorial, i una maniobra tangencial al pla orbital per convertir l'òrbita el·lítpica en una òrbita circular.
En satèl·lits en òrbita terrestre i en viatges interplanetaris s'executen maniobres per mantenir la nau en l'òrbita desitjada. En el cas de satèl·lits en òrbita terrestre, aquest manteniment orbital és un procés periòdic. Els viatges interplanetaris solen incloure una seqüència inicial de maniobres per escapar de la gravetat de la Terra, i una seqüència final d'inserció en l'òrbita al voltant del cos celeste de destí.
En el cas del moviment relatiu al voltant d'una altra nau espacial en òrbita, la maniobra s'anomena trobada orbital.